# 사토 오미
사토 오미(일본어: 佐藤 大実, 1975년 12월 22일 ~ )는 일본의 전 축구 선수이다.

## 구단 경력
덴소, 사간 도스, 그루자 모리오카에서 활동하였다.